# The Art of Noise
The Art of Noise ist eine britische Popgruppe, die 1983 von dem Produzenten Trevor Horn, dem Musikjournalisten Paul Morley und den Studiomusikern/Studiomitarbeitern Anne Dudley, J. J. Jeczalik und Gary Langan gegründet wurde. Der Name der Band ist dem Titel eines Essays des Futuristen Luigi Russolo entlehnt.

## Stil und Geschichte
Die hauptsächlich instrumentalen Stücke der Gruppe waren für die damalige Zeit innovativ und oft clever gestaltete Soundcollagen, die auf der gerade neu entwickelten Sampling-Technik beruhten. The Art of Noise war eine der ersten Bands, die den Fairlight-CMI-Sampler permanent einsetzten und damit prägend für das Musikschaffen vieler weiterer Musiker wurde.
Die Band wurde in der Öffentlichkeit als gesichtslose Anti- oder Non-Group in Szene gesetzt. Das bedeutete, dass es keine Fotos von den Gesichtern der Bandmitglieder gab, oder die Gruppe nur mit Masken bedeckt auf den Plattencovern zu sehen war. Die Gruppe wollte damit die Verknüpfung zwischen Künstler und dem Kunstwerk verwischen.
Im Oktober 1988 veröffentlichte The Art of Noise mit Tom Jones eine kommerziell erfolgreiche Coverversion von dem Prince-Titel Kiss. The Art of Noise wird im Rückblick als eine Band bewertet, die besonders anspruchsvoll und kreativ mit elektronischen Klängen und der damals noch neuen Sampling-Technik umging. Die Band löste sich 1990 auf, um dann im Jahre 1999 mit einer veränderten Besetzung eine weitere CD (The Seduction of Claude Debussy) zu veröffentlichen. Im Zeitraum zwischen der Auflösung und der Wiedervereinigung der Band erschienen trotzdem mehrere Best-Of-Alben und Neuauflagen alter Stücke von verschiedenen Künstlern.

## Diskografie

### Studioalben
| Jahr | Titel                             | Höchstplatzierung, Gesamtwochen, AuszeichnungChartplatzierungen (Jahr, Titel, Platzierungen, Wochen, Auszeichnungen, Anmerkungen) | Höchstplatzierung, Gesamtwochen, AuszeichnungChartplatzierungen (Jahr, Titel, Platzierungen, Wochen, Auszeichnungen, Anmerkungen) | Höchstplatzierung, Gesamtwochen, AuszeichnungChartplatzierungen (Jahr, Titel, Platzierungen, Wochen, Auszeichnungen, Anmerkungen) | Höchstplatzierung, Gesamtwochen, AuszeichnungChartplatzierungen (Jahr, Titel, Platzierungen, Wochen, Auszeichnungen, Anmerkungen) | Höchstplatzierung, Gesamtwochen, AuszeichnungChartplatzierungen (Jahr, Titel, Platzierungen, Wochen, Auszeichnungen, Anmerkungen) | Anmerkungen                              |
| Jahr | Titel                             | DE | AT | CH | UK | US | Anmerkungen                              |
| ---- | --------------------------------- | --- | --- | --- | --- | --- | ---------------------------------------- |
| 1984 | Who’s Afraid of the Art of Noise? | — | — | — | UK27 Silber · (17 Wo.)UK | US85 (13 Wo.)US | Erstveröffentlichung: 19. Juni 1984      |
| 1986 | In Visible Silence                | DE41 (16 Wo.)DE | AT11 (18 Wo.)AT | CH22 (6 Wo.)CH | UK18 (15 Wo.)UK | US53 (30 Wo.)US | Erstveröffentlichung: 14. April 1986     |
| 1987 | In No Sense? Nonsense!            | DE48 (4 Wo.)DE | — | CH27 (1 Wo.)CH | UK55 (2 Wo.)UK | US134 (9 Wo.)US | Erstveröffentlichung: 28. September 1987 |
| 1989 | Below the Waste                   | DE33 (9 Wo.)DE | — | CH24 (1 Wo.)CH | — | — | Erstveröffentlichung: 4. September 1989  |
| 1999 | The Seduction of Claude Debussy   | — | — | — | — | — | Erstveröffentlichung: 28. Juni 1999      |

### Livealben
| Jahr | Titel                                   | Höchstplatzierung, Gesamtwochen, AuszeichnungChartplatzierungen (Jahr, Titel, Platzierungen, Wochen, Auszeichnungen, Anmerkungen) | Höchstplatzierung, Gesamtwochen, AuszeichnungChartplatzierungen (Jahr, Titel, Platzierungen, Wochen, Auszeichnungen, Anmerkungen) | Höchstplatzierung, Gesamtwochen, AuszeichnungChartplatzierungen (Jahr, Titel, Platzierungen, Wochen, Auszeichnungen, Anmerkungen) | Höchstplatzierung, Gesamtwochen, AuszeichnungChartplatzierungen (Jahr, Titel, Platzierungen, Wochen, Auszeichnungen, Anmerkungen) | Höchstplatzierung, Gesamtwochen, AuszeichnungChartplatzierungen (Jahr, Titel, Platzierungen, Wochen, Auszeichnungen, Anmerkungen) | Anmerkungen                          |
| Jahr | Titel                                   | DE | AT | CH | UK | US | Anmerkungen                          |
| ---- | --------------------------------------- | --- | --- | --- | --- | --- | ------------------------------------ |
| 2021 | Noise in the City – Live in Tokyo, 1986 | DE55 (1 Wo.)DE | — | — | — | — | Erstveröffentlichung: 6. August 2021 |

### Kompilationen
| Jahr | Titel       | Höchstplatzierung, Gesamtwochen, AuszeichnungChartplatzierungen (Jahr, Titel, Platzierungen, Wochen, Auszeichnungen, Anmerkungen) | Höchstplatzierung, Gesamtwochen, AuszeichnungChartplatzierungen (Jahr, Titel, Platzierungen, Wochen, Auszeichnungen, Anmerkungen) | Höchstplatzierung, Gesamtwochen, AuszeichnungChartplatzierungen (Jahr, Titel, Platzierungen, Wochen, Auszeichnungen, Anmerkungen) | Höchstplatzierung, Gesamtwochen, AuszeichnungChartplatzierungen (Jahr, Titel, Platzierungen, Wochen, Auszeichnungen, Anmerkungen) | Höchstplatzierung, Gesamtwochen, AuszeichnungChartplatzierungen (Jahr, Titel, Platzierungen, Wochen, Auszeichnungen, Anmerkungen) | Anmerkungen                             |
| Jahr | Titel       | DE | AT | CH | UK | US | Anmerkungen                             |
| ---- | ----------- | --- | --- | --- | --- | --- | --------------------------------------- |
| 1988 | The Best Of | DE34 (11 Wo.)DE | — | CH27 (3 Wo.)CH | UK55 (3 Wo.)UK | US83 (14 Wo.)US | Erstveröffentlichung: 21. November 1988 |

Weitere Kompilationen
- 1986: Daft
- 1987: Re-works of Art of Noise (Minialbum mit einem Ausschnitt aus dem Live-Konzert im Hammersmith Odeon, 15. August 1986)
- 1990: The Ambient Collection
- 1991: The Fon Mixes
- 1996: The Drum and Bass Collection
- 1997: State of the Art
- 1999: Belief System / Bashful / An Extra Pulse of Beauty
- 2000: Reduction
- 2004: Reconstructed... For Your Listening Pleasure
- 2006: And What Have You Done with My Body, God?
- 2010: Influence: Hits, Singles, Moments, Treasures...
- 2015: At the End of a Century

### EPs
- 1983: Into Battle with the Art of Noise

### Singles
| Jahr | Titel Album                                                      | Höchstplatzierung, Gesamtwochen, AuszeichnungChartplatzierungen (Jahr, Titel, Album, Platzierungen, Wochen, Auszeichnungen, Anmerkungen) | Höchstplatzierung, Gesamtwochen, AuszeichnungChartplatzierungen (Jahr, Titel, Album, Platzierungen, Wochen, Auszeichnungen, Anmerkungen) | Höchstplatzierung, Gesamtwochen, AuszeichnungChartplatzierungen (Jahr, Titel, Album, Platzierungen, Wochen, Auszeichnungen, Anmerkungen) | Höchstplatzierung, Gesamtwochen, AuszeichnungChartplatzierungen (Jahr, Titel, Album, Platzierungen, Wochen, Auszeichnungen, Anmerkungen) | Höchstplatzierung, Gesamtwochen, AuszeichnungChartplatzierungen (Jahr, Titel, Album, Platzierungen, Wochen, Auszeichnungen, Anmerkungen) | Anmerkungen                                                                 |
| Jahr | Titel Album                                                      | DE | AT | CH | UK | US | Anmerkungen                                                                 |
| ---- | ---------------------------------------------------------------- | --- | --- | --- | --- | --- | --------------------------------------------------------------------------- |
| 1983 | Beat Box Into Battle with the Art of Noise                       | — | — | — | UK92 (2 Wo.)UK | — | Erstveröffentlichung: Dezember 1983                                         |
| 1984 | Close (to the Edit) Who’s Afraid of the Art of Noise?            | — | — | — | UK8 (21 Wo.)UK | — | Erstveröffentlichung: Mai 1984                                              |
| 1985 | Moments in Love Who’s Afraid of the Art of Noise?                | — | — | — | UK51 (7 Wo.)UK | — | Erstveröffentlichung: März 1985                                             |
| 1985 | Legs In Visible Silence                                          | — | — | — | UK69 (3 Wo.)UK | — | Erstveröffentlichung: Oktober 1985                                          |
| 1986 | Peter Gunn In Visible Silence                                    | DE17 (12 Wo.)DE | AT10 (16 Wo.)AT | CH17 (8 Wo.)CH | UK8 (10 Wo.)UK | US50 (11 Wo.)US | Erstveröffentlichung: März 1986 feat. Duane Eddy                            |
| 1986 | Paranoimia In Visible Silence                                    | DE33 (21 Wo.)DE | — | — | UK12 (11 Wo.)UK | US34 (12 Wo.)US | Erstveröffentlichung: Juni 1986 feat. Max Headroom                          |
| 1986 | Legacy Re-Works of Art of Noise                                  | — | — | — | UK95 (1 Wo.)UK | — | Erstveröffentlichung: Oktober 1986                                          |
| 1987 | Dragnet In No Sense? Nonsense!                                   | — | — | CH29 (1 Wo.)CH | UK60 (6 Wo.)UK | — | Erstveröffentlichung: Juni 1987                                             |
| 1987 | Dragnet (The '88 Mix) –                                          | — | — | — | UK94 (1 Wo.)UK | — | Erstveröffentlichung: Juni 1987                                             |
| 1988 | Kiss The Best of                                                 | DE16 (18 Wo.)DE | AT4 (14 Wo.)AT | CH11 (10 Wo.)CH | UK5 (7 Wo.)UK | US31 (11 Wo.)US | Erstveröffentlichung: Oktober 1988 feat. Tom Jones                          |
| 1989 | Paranoimia '89 The Best of                                       | — | — | — | UK88 (1 Wo.)UK | — | Erstveröffentlichung: 1989                                                  |
| 1989 | Yebo! Below the Waste                                            | DE49 (9 Wo.)DE | — | — | UK63 (3 Wo.)UK | — | Erstveröffentlichung: August 1989 feat. Mahlathini and the Mahotella Queens |
| 1990 | Art of Love The Ambient Collection                               | — | — | — | UK67 (2 Wo.)UK | — | Erstveröffentlichung: Juni 1990                                             |
| 1991 | Instruments of Darkness (All of Us Are One People) The FON Mixes | — | — | — | UK45 (5 Wo.)UK | — | Erstveröffentlichung: Dezember 1991                                         |
| 1992 | Shades of Paranoimia The FON Mixes                               | — | — | — | UK53 (2 Wo.)UK | — | Erstveröffentlichung: Februar 1992                                          |
| 1999 | Metaforce The Seduction of Claude Debussy                        | — | — | — | UK53 (2 Wo.)UK | — | Erstveröffentlichung: Juni 1999                                             |

### Videoalben
- The Art of Noise: Into Vision, (2002): Konzertausschnitte von vier Konzerten zwischen 1999 und 2000 in Chicago, (The Coachella Valley Music and Arts Festival) in Kalifornien, in Shepherd’s Bush, London und in Wembley, London.
- The Art of Noise: In Visible Silence – Live Hammersmith Odeon (15. August 1986) Channel 5

## Trivia
Der Titel Legs wurde in den 1980/1990er Jahren vom WDR als Musik zum Einleiten/Trailer des Schulfernsehens benutzt. Der Track Moments in Love wurde Ende der 1980er Jahre (evtl. in nachgespielter Version) in der DDR-Fernsehserie Johanna verwendet.
Der Titel Peter Gunn wurde bei der Grammy-Verleihung 1987 als „beste Darbietung eines Rockinstrumentals“ ausgezeichnet.
Bei den MTV Video Music Awards 1989 wurde das Video zu Kiss mit Tom Jones als „Breakthrough Video“ ausgezeichnet.